# Sōtīrīs Mpillīs
Sōtīrīs Mpillīs (in greco Σωτήρης Μπίλλης?; Amarousio, 15 novembre 1997) è un cestista greco.